# Bystander Nunatak
Bystander Nunatak är en nunatak i Antarktis. Den ligger i Östantarktis. Australien gör anspråk på området. Toppen på Bystander Nunatak är 2 435 meter över havet, eller 203 meter över den omgivande terrängen. Bredden vid basen är 2,7 km.
Terrängen runt Bystander Nunatak är platt västerut, men österut är den kuperad. Trakten är obefolkad. Det finns inga samhällen i närheten.